# Castelo Branco (Horta)
Castelo Branco (IPA: [kɐʃˈtɛlu ˈβɾɐ̃ku]) is een plaats (freguesia) in de Portugese gemeente Horta en telt 1349 inwoners (2001).